# Collège Laflèche
Le Collège Laflèche est un établissement d'enseignement collégial privé situé au 1687, boulevard du Carmel, à Trois-Rivières, au Québec. Son nom évoque le souvenir de Mgr Louis-François Laflèche (1818-1898), ancien évêque du diocèse catholique de trois-Rivières.
Fondé par les religieuses Ursulines le 7 mai 1969, le Collège Laflèche est une corporation à but non lucratif créée d'abord en vertu de la Loi sur les Ursulines et régie depuis 1992 en vertu de la troisième partie de la Loi sur les compagnies (corporations à but non lucratif). Il est le seul établissement collégial privé en Mauricie et au Centre-du-Québec à offrir à la fois des programmes préuniversitaires et techniques. Il accueille quelque 1300 étudiants, dont plusieurs étudiants étrangers. Il fait partie de l'Association des collèges privés du Québec (ACPQ).

## Emplacement
Le Collège Laflèche est situé dans l'ancienne École normale des Ursulines et ancien monastère du Christ-Roi, construit en 1939 selon les plans de l'architecte Ernest Denoncourt. L'École normale avait été fondée en 1908 sur la rue Sainte-Cécile, à l'est du vieux monastère de la rue des Ursulines, pour la formation des enseignantes. Lorsqu'elle fut déménagée sur le boulevard du Carmel en 1939 dans l'édifice actuel, ce fut l'occasion pour les Ursulines d'annexer à cet édifice un deuxième monastère d'Ursulines dans la ville de Trois-Rivières, le monastère du Christ Roi. L'École normale a fermé ses portes en 1969 lorsque la formation des maîtres fut intégrée au niveau universitaire. L'édifice étant devenu vacant, le Collège Laflèche y fut installé en 1969. Le monastère du Christ-Roi, pour sa part, fut fermé en 1996. Le Collège Laflèche en occupe également les locaux.
Installations :
- 1969 : Installation du Collège Laflèche dans l'ancienne École normale
- 1991 : Construction d'un nouveau gymnase
- 1993 : Construction d'une nouvelle résidence pour les étudiants
- 1996 : Aménagement de l'ancien monastère du Christ-Roi
- 2002 : Construction de nouveaux locaux et d'une nouvelle bibliothèque (centre des ressources didactiques)
- 2002 : Construction d'un centre de la petite enfance « Les petits collégiens »
- 2008 : Construction d'une résidence verte
- 2009 : Construction d'un amphithéâtre et de locaux supplémentaires
- 2010 : Réaménagement des vestiaires et de la salle d'entraînement du Centre sportif et construction d'un 2e étage qui logera deux nouvelles salles d'expression corporelle

## Programmes
Le Collège Laflèche offre 15 programmes d'études : 6 programmes préuniversitaires et 9 programmes techniques. Les programmes préuniversitaires sont d'une durée de deux ans et conduisent à des études de niveau universitaire. Quant aux programmes techniques, ils sont d'une durée de trois ans, généralement et mènent au marché du travail. Certains diplômés de programmes techniques vont poursuivre des études à l'université; quelques programmes techniques offrent des passerelles vers des programmes universitaires.
PRÉUNIVERSITAIRES :
- Sciences de la nature
  - profil Sciences de la santé
  - profil Sciences pures et appliquées
- Sciences humaines
  - profil Psychologie
  - profil Éducation
  - profil Monde
  - profil Administration

TECHNIQUES :
- Archives médicales (régulier et intensif)
- Commercialisation de la mode
- Éducation à l'enfance (régulier et intensif)
- Éducation spécialisée (régulier, intensif et 2e DEC)
- Gestion hôtelière et de restauration
- Gestion et intervention en loisir
- Santé animale (régulier et intensif)
- Technologie de radiodiagnostic
- Tourisme (régulier et intensif) (depuis 1992)

## Environnement
Le Collège Laflèche a obtenu en 2010 et pour une deuxième année consécutive, la certification Cégep vert du Québec – Niveau Excellence. En 2005, il a été le premier au Québec à être certifié Bâtiment vert. Il est également le premier en Mauricie à avoir une résidence verte munie d’un toit vert dont les composants (matériaux et méthodes de construction) tendent vers les normes LEED (Leadership in Energy and Environmental Design).

## Réputation
Le Collège Laflèche est réputé pour la qualité de son enseignement, l'implication de ses professeurs auprès des étudiants, les réalisations des étudiants dans le milieu et le rôle joué dans la formation des travailleurs par son Centre de formation continue, créé en 1987. Sa mission et ses engagements s'appuient sur les valeurs pédagogiques et spirituelles de sainte Angèle Mérici, fondatrice des Ursulines : attention à la personne, force de l’unité, relation fondée sur l’amour-charité.
Plusieurs prix et bourses sont décernés à des finissants chaque année. Trois finissants ont été sélectionnés comme boursiers Loran au fil des ans.

## Association étudiante
L'Association générale des étudiants et étudiantes du Collège Laflèche (AGECLTR) est une corporation à but non lucratif qui regroupe les étudiants et étudiantes de ce collège d'enseignement supérieur, elle compte quelque 1300 membres.

## Fondation du Collège Laflèche
La Fondation du Collège Laflèche est une corporation à but non lucratif créée le 21 juillet 1986. Elle aide financièrement les étudiants par l'octroi de diverses bourses pour faciliter l'accessibilité du collège.